# Wybory prezydenckie w Burkinie Faso w 2010 roku
Wybory prezydenckie w Burkinie Faso w 2010 roku – wybory na urząd prezydenta Burkina Faso przeprowadzone 21 listopada 2010. Faworytem wyborów pozostawał urzędujący prezydent Blaise Compaoré. 

## Organizacja wyborów

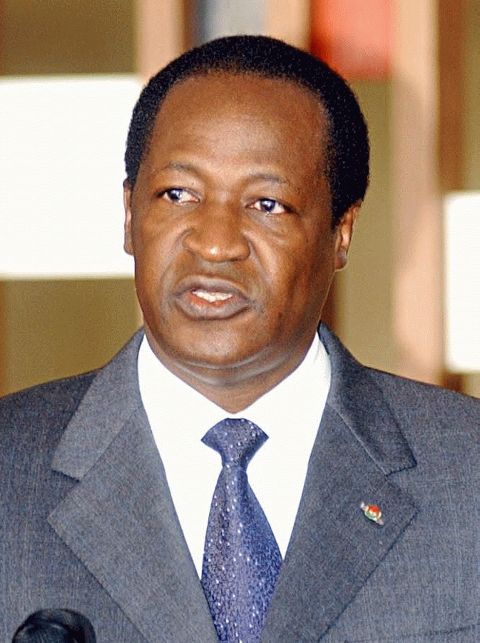
Prezydent Blaise Compaore z Burkina Faso.

Prezydent Burkina Faso jest wybierany w głosowaniu powszechnym na 5-letnią kadencję. Wybór na 5-letnią kadencję z możliwością jednej reelekcji wprowadzała poprawka do konstytucji z 2000. Nowe przepisy nie działały jednak retroaktywnie i odnosiły się wyłącznie do przyszłych wyborów. Obowiązujące wcześniej (od 1991) regulacje prawne dopuszczały co najwyżej dwie 7-letnie kadencje prezydenckie. Poprawka z 2000 umożliwiała start w wyborach w 2005 prezydentowi Blaise’owi Compaoré, rządzącego krajem od czasu zamachu stanu w 1987. Po wprowadzeniu systemu wielopartyjnego wygrywał on każde wybory, w 1991, 1998 oraz w po zmianie konstytucji w 2005. W tych ostatnich zdobył ponad 80% głosów. 
11 lutego 2010 rząd wyznaczył datę wyborów prezydenckich na 21 listopada 2010. Do udziału w wyborach zarejestrowało się tylko ok. 3,2-3,3 mln obywateli, połowa spośród wszystkich 7 mln uprawnionych do głosowania w 16-milionowym państwie.

## Kandydaci
Komisja Konstytucyjna 9 października 2010 zarejestrowała do udziału w wyborach 7 kandydatów:
- Blaise Compaoré – prezydent od 1987
- Bénéwendé Stanislas Sankara – kandydat z 2005, zdobył wówczas 4,88% głosów
- Pargui Emile Paré – kandydat z 2005, zdobył wówczas mniej niż 1% głosów
- Boukary Kabore – były dowódca wojskowy
- Hama Arba Diallo – były dyplomata i minister spraw zagranicznych
- Ouampoussoga Francois Kabore – hydrogeolog
- Maxime Kabore – kandydat niezależny

Zdecydowanym faworytem wyborów pozostawał urzędujący prezydent. Opozycja, która zbojkotowała wybory w 1991 i 1998 była podzielona i nie posiadała charyzmatycznego lidera. Blaise Compaoré w czasie kampanii wyborczej zapowiadał przeprowadzenie reform politycznych i instytucjonalnych, w tym utworzenie Senatu (obok istniejącego Zgromadzenia Narodowego). Jego partia, Kongres na rzecz Demokracji i Postępu (CDP), już kilka miesięcy wcześniej wystąpiła z propozycją zniesienia limitu kadencji prezydenta. Compaoré nie odniósł się bezpośrednio do tej kwestii.

## Wyniki
Już w pierwszej turze zgodnie z przewidywaniami zwyciężył urządujący prezydent Compaoré z poparciem 80,2%. Na drugim miejscu pod względem poparcia znalazł się Hama Arba Diallo na którego oddano 8,2% głosów.
|  | Kandydat                     | Głosy       | Procent |
|  | ---------------------------- | ----------- | ------- |
|  | Blaise Compaoré              | 1 358 941   | 80,20%  |
|  | Hama Arba Diallo             | 138 666     | 8,20%   |
|  | Bénéwendé Stanislas Sankara  | 107 377     | 6,30%   |
|  | Boukary Kabore               | 39 029      | 2,30%   |
|  | Maxime Kabore                | 24 888      | 1,50%   |
|  | Pargui Emile Pare            | 14 461      | 0,90%   |
|  | Ouampoussoga Francois Kabore | 10 909      | 0,60%   |
|  | Razem                        | 1 694 271   | 100,0%  |
|  | Frekwencja:                  | Frekwencja: | 54,90%  |